# Karin Säterkvist
Karin Säterkvist, po mężu Hvittfeldt (ur. 9 sierpnia 1972 w Falun) – szwedzka biegaczka narciarska, dwukrotna medalistka mistrzostw świata juniorów.

## Kariera
W 1990 roku wystąpiła na mistrzostwach świata juniorów w Les Saisies, gdzie była ósma w sztafecie i trzydziesta w biegu na 15 km. Na rozgrywanych rok później mistrzostwach świata juniorów w Reit im Winkl była odpowiednio szósta i dziesiąta. Ponadto podczas mistrzostw świata juniorów w Vuokatti w 1992 roku wywalczyła brązowe medale w sztafecie i biegu na 5 km, a w biegu na 15 km zajęła dziewiąte miejsce.
W Pucharze Świata zadebiutowała 7 marca 1992 roku w Funäsdalen, zajmując 26. miejsce w biegu na 5 km stylem klasycznym (do sezonu 1992/1993 punkty zdobywało piętnaście najlepszych zawodniczek). Jedyne punkty w zawodach tego cyklu wywalczyła pięć lat później, 8 marca 1997 roku w Falun, gdzie zajęła 27. miejsce w biegu na 5 km techniką dowolną. W klasyfikacji generalnej sezonu 1996/1997 zajęła ostatecznie 74. miejsce.
W 1992 roku wystąpiła na igrzyskach olimpijskich w Albertville, plasując się na siódmym miejscu w sztafecie, 34. miejscu w biegu na 5 km klasykiem oraz 30. miejscu w biegu łączonym. Na rozgrywanych sześć lat później igrzyskach olimpijskich w Nagano, zajmując między innymi ósme miejsce w sztafecie i 25. miejsce na dystansie 15 km techniką klasyczną. Brała też udział w mistrzostwach świata w Trondheim w 1997 roku, gdzie zajęła dziewiąte miejsce w sztafecie, jednak w startach indywidualnych plasowała się poza czołową trzydziestką.

## Osiągnięcia

### Igrzyska olimpijskie
| Miejsce | Dzień     | Rok  | Miejscowość | Konkurencja             | Czas biegu | Strata   | Zwyciężczyni      |
| ------- | --------- | ---- | ----------- | ----------------------- | ---------- | -------- | ----------------- |
| 34.     | 13 lutego | 1992 | Albertville | 5 km stylem klasycznym  | 14:13,8    | +1:30,8  | Marjut Lukkarinen |
| 30.     | 15 lutego | 1992 | Albertville | 5+10 km pościgowy       | 40:07,7    | +3:34,5  | Lubow Jegorowa    |
| 7.      | 17 lutego | 1992 | Albertville | Sztafeta 4 × 5 km       | 59:34,8    | +2:19,7  | WNP               |
| 25.     | 8 lutego  | 1998 | Nagano      | 15 km stylem klasycznym | 46:55,4    | +4:07,2  | Manuela Di Centa  |
| 36.     | 10 lutego | 1998 | Nagano      | 5 km stylem klasycznym  | 17:37,9    | +1:35,0  | Łarisa Łazutina   |
| 28.     | 12 lutego | 1998 | Nagano      | 5+10 km pościgowy       | 46:06,9    | +3:19,5  | Łarisa Łazutina   |
| 8.      | 15 lutego | 1998 | Nagano      | Sztafeta 4 × 5 km       | 55:13,5    | +2:40,2  | Rosja             |
| 45.     | 20 lutego | 1998 | Nagano      | 30 km stylem dowolnym   | 1:22:01,5  | +12:13,6 | Julija Czepałowa  |

### Mistrzostwa świata
| Miejsce | Dzień     | Rok  | Miejscowość | Konkurencja            | Czas biegu | Strata  | Zwyciężczyni                   |
| ------- | --------- | ---- | ----------- | ---------------------- | ---------- | ------- | ------------------------------ |
| 33.     | 21 lutego | 1997 | Trondheim   | 15 km stylem dowolnym  | 36:28,2    | +3:37,6 | Jelena Välbe                   |
| 52.     | 23 lutego | 1997 | Trondheim   | 5 km stylem klasycznym | 13:32,7    | +1:15,7 | Jelena Välbe                   |
| 32.     | 24 lutego | 1997 | Trondheim   | 5+10 km pościgowy      | 39:13,5    | +3:13,3 | Stefania Belmondo Jelena Välbe |
| 8.      | 27 lutego | 1997 | Trondheim   | Sztafeta 4 × 5 km      | 56:40,2    | +2:32,0 | Rosja                          |

### Mistrzostwa świata juniorów
| Miejsce | Dzień    | Rok  | Miejscowość   | Konkurs                | Wynik     | Strata  | Zwyciężczyni        |
| ------- | -------- | ---- | ------------- | ---------------------- | --------- | ------- | ------------------- |
| 30.     | 29 marca | 1990 | Les Saisies   | 15 km stylem dowolnym  | 48:02,8   | 4:37,1  | Gabriele Heß        |
| 8.      | 31 marca | 1990 | Les Saisies   | Sztafeta 4 × 5 km      | 1:04:35,7 | +3:29,7 | ZSRR                |
| 16.     | 6 marca  | 1991 | Reit im Winkl | 5 km stylem klasycznym | 15:08,2   | +57,3   | Siri Halle          |
| 10.     | 8 marca  | 1991 | Reit im Winkl | 15 km stylem dowolnym  | 45:01,7   | +2:22,0 | Gabriele Heß        |
| 6.      | 10 marca | 1991 | Reit im Winkl | Sztafeta 4 × 5 km      | 57:59,7   | +1:36,7 | Norwegia            |
| 3.      | 18 marca | 1992 | Vuokatti      | 5 km stylem klasycznym | 14:39,3   | +17,0   | Kateřina Neumannová |
| 3.      | 20 marca | 1992 | Vuokatti      | Sztafeta 4 × 5 km      | ?         | ?       | Finlandia           |
| 9.      | 22 marca | 1992 | Vuokatti      | 15 km stylem dowolnym  | 38:31,6   | +1:14,1 | Olga Korniejewa     |

### Puchar Świata

#### Miejsca w klasyfikacji generalnej
- sezon 1991/1992: -
- sezon 1992/1993: -
- sezon 1993/1994: -
- sezon 1994/1995: -
- sezon 1995/1996: -
- sezon 1996/1997: 74.
- sezon 1997/1998: -
- sezon 1998/1999: -

#### Miejsca na podium
Säterkvist nigdy nie stała na podium zawodów PŚ.